# Louis Gillès de Pélichy
Louis Jean Joseph Gillès, genaamd Gillès de Pélichy, (Antwerpen, 25 juni 1798 - aldaar, 29 april 1876) was een Belgisch katholiek politicus.

## Biografie

### Familie
Louis Gillès was een telg uit het geslacht Gillès en een zoon van Louis-Michèl Gillès en Jeanne de Pret. Hij was een jongere broer van Philippe Gillès, met wie hij in 1829 adelserkenning verkreeg. In 1842 verkreeg hij de titel van baron, overdraagbaar op al zijn mannelijke nakomelingen en in 1872 bekwam hij de naam de Pélichy aan zijn familienaam te mogen toevoegen.
Hij trouwde in 1928 in Izegem met Marie de Pélichy (1808-1872), dochter van baron Jean-Marie de Pélichy van Huerne, lid van het Nationaal Congres en senator. Ze kregen zeven kinderen en zijn de stamouders van alle na hen komende naamdragers Gillès de Pélichy.
Hij was een schoonbroer van graaf François de Robiano, lid van het Nationaal Congres, senator en gouverneur van Antwerpen.

### Loopbaan
Vanaf 1825 was Gillès, zoals zijn voorvaders, regent van het katholiek weeshuis 't Boompje in Amsterdam. Hij was directeur van de Katholieke Bibliotheek van België vanaf 1823 en van het Gasthuis op de Antwerpse Paardenmarkt. 
In 1830 koos hij onmiddellijk de zijde van de opstand. Hij werd verkozen tot plaatsvervangend lid voor het Nationaal Congres, maar hoefde niet te zetelen. In 1831 werd hij secretaris van de Commissie voor het onderzoek van de slachtoffers van plunderingen. Hij was gemeenteraadslid van Antwerpen (1833-1835) en lid van het Bureel van Weldadigheid (vanaf 1850).
Hij was verder:
- directeur van de Polder van Lillo,
- voorzitter van het Antwerpse gasthuis Sint)Carolus,
- lid van de Edele Confrérie van het Heilig Bloed in Brugge (1829),
- voorzitter van het Comité voor Hulpverlening (1848),
- lid van de Commissie voor de bestrijding van de cholera (1848, 1849, 1866),
- voorzitter van de kerkfabriek van Sint-Jacobus,
- voorzitter van de Katholieke Kring in Antwerpen.

In 1854 werd hij katholiek senator voor het arrondissement Roeselare, in opvolging van de overleden Joseph De Neckere. Hij vervulde dit mandaat tot in 1859. Zijn verkiezing was het gevolg van het feit dat hij een groot deel van het jaar resideerde in het kasteeldomein Blauwhuis in Izegem.